# Pierre Bellingard
Pierre Jacques Bellingard, né à Lyon le 1er janvier 1847, où il meurt le 1er juillet 1935, est un peintre et photographe lyonnais.

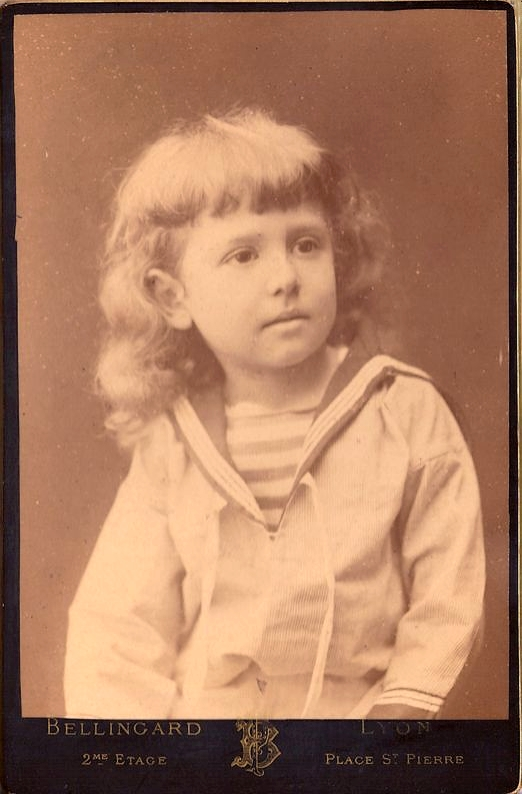
Portrait d'enfant en costume marin, papier albuminé.

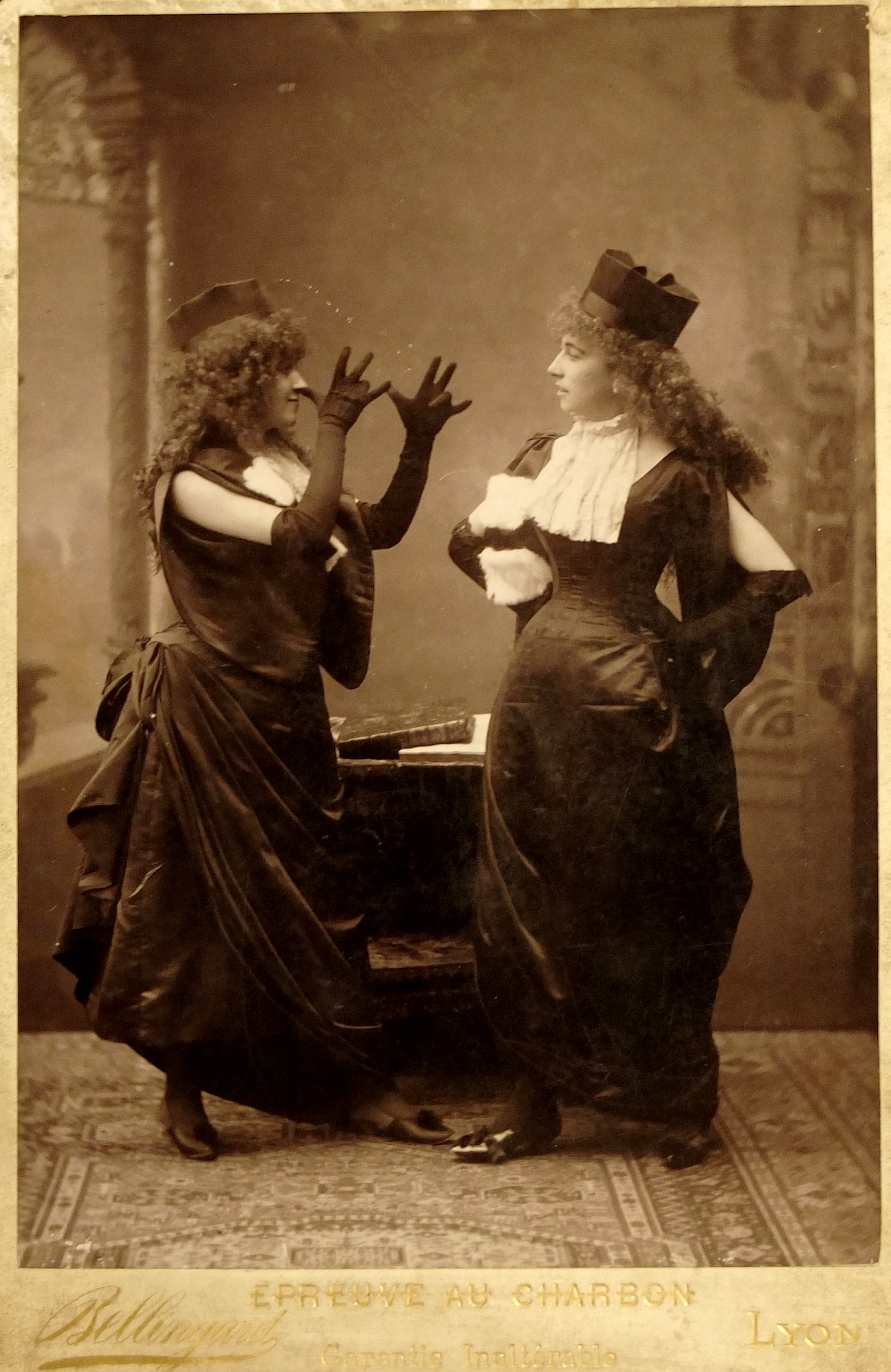
Image humoristique, avocate(s). Procédé au charbon.

## Biographie
Fils d'un mercier au 23, rue Gentil à Lyon, il est élève du photographe André Victoire en 1871. Il se forme à la peinture et au portrait photographique. Il se spécialise dans le procédé au charbon et publie plusieurs ouvrages sur cette technique. Il obtient une médaille d'or à l'exposition de Barcelone en 1888 et Londres en 1890, un diplôme d'honneur à l'exposition universelle de 1889. Il est vice-président de la section photographie à l'exposition universelle de Lyon en 1894. C'est un ami intime de la famille Lumière et est employé dans leur usine lyonnaise après 1900. 
Pierre Bellingard est témoin au mariage de Juliette Lumière et d'Amand Gélibert, puis parrain de leur fille Hélène. Il a acheté en 1892 le château de Rochetaillée-sur-Saône qu'il restaure. Revendu, il est devenu aujourd'hui le musée de l'automobile Henri-Malartre.
Son atelier est successivement situé au 75, rue Tronchet, à partir de 1871, puis sur la place Meissonier.